# Carl Gustaf Palm
Carl Gustaf Palm, född den 26 juni 1883 i Munktorps församling, Västmanlands län, död den 30 augusti 1953 i Lech am Arlberg, då bosatt på Sofielunds herrgård, var en svensk militär. Han var måg till August Falkenberg.
Palm blev underlöjtnant vid Västmanlands trängkår 1906, löjtnant där 1909, underintendent vid Intendenturkåren 1911, intendent 1912 och kapten 1915. Han var förrådsintendent vid arméns intendenturförråd i Boden 1912–1916, chef för intendenturkompaniet där 1912–1913, regementsintendent vid Vaxholms grenadjärregemente 1916–1918 och vid Norra skånska infanteriregementet 1921–1928. Palm befordrades till major vid Intendenturkåren 1928, till överstelöjtnant 1934 och till överste 1944. Han var chef för arméns intendenturförråd i Karlsborg 1928–1934, fördelningsintendent vid IV. arméfördelningen 1935–1937 och byråchef vid Arméförvaltningens intendenturdepartement 1937–1941. Palm blev riddare av Svärdsorden 1927 och av Vasaorden 1939.